# Łukasz Zbonikowski

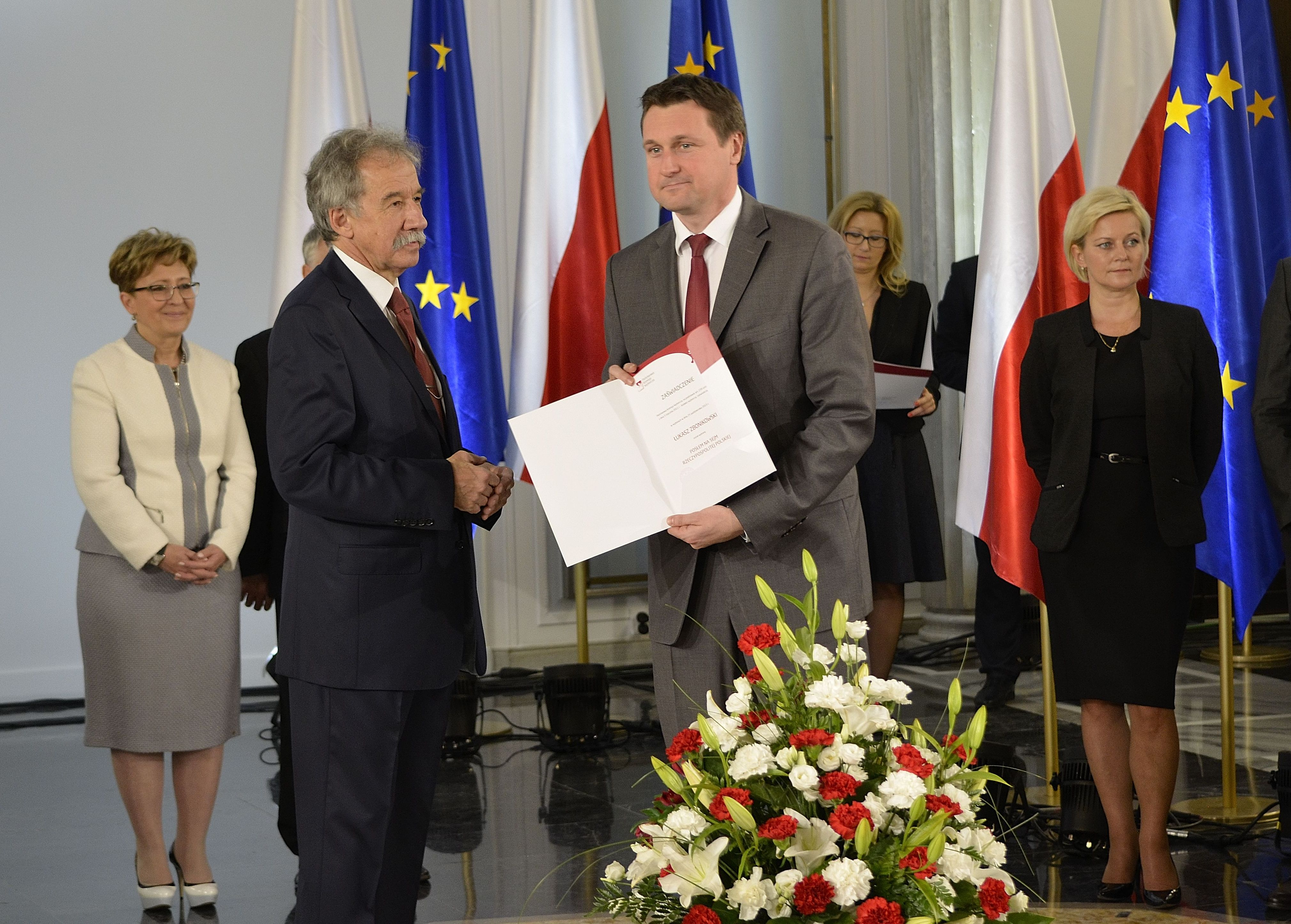
Łukasz Zbonikowski odbierający z rąk przewodniczącego Państwowej Komisji Wyborczej Wojciecha Hermelińskiego zaświadczenie o wyborze na posła VIII kadencji Sejmu (2015)

Łukasz Zbonikowski (ur. 20 lutego 1978 w Toruniu) – polski polityk i samorządowiec, z wykształcenia prawnik, poseł na Sejm V, VI, VII i VIII kadencji.

## Życiorys
Jest absolwentem III Liceum Ogólnokształcącego im. Marii Konopnickiej we Włocławku. W 2005 ukończył studia na Wydziale Prawa i Administracji Uniwersytetu Mikołaja Kopernika w Toruniu. W latach 1998–2005 był przez dwie kadencje radnym Włocławka.
Był przewodniczącym Niezależnego Zrzeszenia Studentów na UMK w latach 1997–2002 oraz wiceprzewodniczącym Zarządu Krajowego NZS w latach 2001–2003. Został prezesem Stowarzyszenia Obrony Spółdzielców, przewodniczącym Stowarzyszenia na Rzecz Państwowej Wyższej Szkoły Zawodowej we Włocławku, honorowym prezesem Niezależnego Zrzeszenia Sportowego.
W latach 1997–2002 należał do Ruchu Społecznego AWS. W 2003 wstąpił do Prawa i Sprawiedliwości. Został prezesem zarządu okręgu toruńsko-włocławskiego tej partii.
W 2005 z listy Prawa i Sprawiedliwości został wybrany na posła V kadencji w okręgu toruńskim. W 2007 w wyborach parlamentarnych po raz drugi uzyskał mandat poselski, otrzymując 28 830 głosów. Został członkiem sejmowej Komisji Infrastruktury oraz Komisji Ustawodawczej. W listopadzie 2010 cypryjski sąd zasądził od niego solidarnie z Karolem Karskim odszkodowanie za zniszczenie wózków golfowych, do czego miało dojść w trakcie służbowego wyjazdu parlamentarzystów na Cypr w listopadzie 2008. Po nagłośnieniu wydarzenia przez media ujawniono również, iż w 1999 polityk prowadził samochód, mając 0,8 promila alkoholu we krwi, co stanowiło wówczas wykroczenie. W wyborach samorządowych w 2010 został kandydatem PiS na prezydenta Włocławka. W pierwszej turze uzyskał 30,78% poparcia, a w drugiej – 38,75%, przegrywając z ubiegającym się o reelekcję Andrzejem Pałuckim.
W wyborach do Sejmu w 2011 z powodzeniem ubiegał się o reelekcję, dostał 17 327 głosów. Został wówczas członkiem Komisji Sprawiedliwości i Praw Człowieka.
17 września 2015 został zawieszony w prawach członka Prawa i Sprawiedliwości przez prezesa Jarosława Kaczyńskiego w związku z doniesieniami złożonymi do prokuratur rejonowych w Chełmnie i Włocławku dotyczącymi jego życia osobistego. Tego samego dnia ogłosił rezygnację z członkostwa w partii, jednak ostatecznie jej nie złożył i podtrzymał decyzję o kandydowaniu z listy PiS w wyborach do Sejmu w 2015. W wyborach tych uzyskał ponownie mandat poselski, otrzymując 8949 głosów. Został dopuszczony przez Jarosława Kaczyńskiego do klubu parlamentarnego PiS, a w czerwcu 2016 przywrócono go w prawach członka partii.
We wrześniu 2016 jego żona Monika Zbonikowska wystąpiła o wyrażenie zgody przez Sejm na pociągnięcie go do odpowiedzialności karnej w związku z naruszeniem jej nietykalności osobistej. 13 grudnia 2016 Komisja Regulaminowa, Spraw Poselskich i Immunitetowych zarekomendowała Sejmowi przyjęcie wniosku o uchylenie mu immunitetu. Tego samego dnia Łukasz Zbonikowski sam zrzekł się immunitetu. W sierpniu 2017 w Sądzie Rejonowym w Chełmnie rozpoczął się jego proces karny z oskarżenia prywatnego żony, która twierdziła, że we wrześniu 2015 i lipcu 2016 użył wobec niej przemocy fizycznej. W styczniu 2018 Sąd Rejonowy w Chełmnie uniewinnił go od jednego z tych czynów, a w drugim przypadku uznał, że polityk dopuścił się naruszenia nietykalności cielesnej żony poprzez szarpanie, i warunkowo umorzył postępowanie. W sierpniu 2018 Sąd Okręgowy w Toruniu w postępowaniu odwoławczym zmienił ten wyrok – uznał, że oba czyny cechują się znikomą społeczną szkodliwością, i postępowanie w sprawie prawomocnie umorzył.
W sierpniu 2019 został usunięty z PiS za zgłoszenie konkurencyjnego wobec tej partii komitetu w wyborach parlamentarnych. W wyborach w tymże roku bez powodzenia ubiegał się o mandat senatora.
W 2020 objął funkcję prezesa w Wojskowych Zakładach Inżynieryjnych należących do Polskiej Grupy Zbrojeniowej. We wrześniu 2020, po około tygodniu od powołania, został odwołany ze stanowiska przez radę nadzorczą. W 2022 został wybrany w skład rady krajowej NSZZ Rolników Indywidualnych „Solidarność”, został sekretarzem związku. W 2023 jako jego przedstawiciel został powołany przez ministra rolnictwa i rozwoju wsi w skład Rady Ubezpieczenia Społecznego Rolników.